# Maktlekar
Maktlekar är lekar som handlar om maktkamp och ibland påminner om ritualer. Dessa har ofta inslag av våld, där deltagare kan bli bestraffade av övriga deltagare. Det finns även en uppenbar risk för skador och men i leken utifrån hur reglerna är utformade.

## Karaktär
Maktlekar inkluderar fysisk eller psykisk kamp mellan två eller flera deltagare. De är en form av "vild lek" med betydelse för motorisk utveckling, mod och testande av gränser. Det är dock en glidande skala med risk för fysiska eller psykiska skador samt mobbning.
En del av lekarna som förekommer bland barn och tonåringar har uppmärksammats i svensk media och kritiserats för att vara kränkande och farliga. Skolverket i Sverige har dragit slutsatsen att lekar med inslag av våld eller andra kränkningar bör motarbetas inom ramen för skolornas arbete mot kränkningar och trakasserier. Skolverket ansåg 2013 att svensk lagstiftning täcker in lekar med inslag av våld och kränkningar.

## Exempel på maktlekar

### Burkleken
En grupp personer sparkar en burk mellan sig. Om den går mellan benen på någon får alla de andra misshandla personen.

### Böghögen
Så kallad "böghög" innebär att en person ligger ned och flera andra personer slänger sig ovanpå. Leken inleds med att någon faller eller blir fälld. Den förekommer även i sportsammanhang som kollektivt firande av mål eller seger. Personen underst riskerar att bli svårt klämd.

### Herre på täppan
En kamp om att stå överst på en kulle, snöhög eller dylikt. Kampen kan inkludera brottning, knuffning och olika sorts handgemäng.

### Hålla andan
Deltagarna håller andan och den som först börjar andas igen blir slagen.

### Kasta gris
Ett tillägg till traditionella regler är att den som förlorar (blir gris) tvingas stå på alla fyra och bli sparkad av övriga deltagare.

### Kronan
Också kallad: Blodknoge, blodpeng, Blodkrona. En grupp med barn sitter runt ett bord, de snurrar en femma på bordet och sedan skall alla snärta till den så fort de kan. Den siste att röra pengen förlorar och sätter knogarna mot bordet, sedan får alla andra, en efter en, skjuta femman så hårt de kan mot förlorarens knogar.

### Nadish/slavleken
En kung utses medan övriga blir slavar. Slavarna måste sedan utföra tjänster åt kungen för att inte bli slagna eller utstötta. Tjänsterna kan bestå i alltifrån att hämta något till att kränka någon eller stjäla någonting.

### Ryckleken
Någon slänger upp handen framför ansiktet på en person. Om den utsatta personer rycker till kan den andra personen utdela knytnävslag.

### Ryska posten
Deltagarna utsätts för fysiska utmaningar som att krama eller kyssa någon. I en nyvariant av leken förekommer även penetrering. 2010 tvingades en flicka uppsöka sjukhus efter att ha blivit penetrerad flera gånger i leken.

### Suddgummibögen
Ett så kallat "bögtest" som går ut på att handen suddas med ett suddgummi tills den börjar blöda. Den som gråter eller avbryter blir retad och kallad bög.

### Strypleken
En deltagare ser till att en annan svimmar. Sedan kan den avsvimmade personen väckas med en örfil. Kortfilmen Meme pas mort i regi av Claudine Natkin demonstrerar hur det kan gå till.

### Utmaningen
Ledaren i kompisgänget beordrar övriga till att utföra en aktion som kan bestå i att kasta sten på en ordningsvakt. Den som drar sig ur riskerar att bli slagen av övriga i gänget.

### Viking eller nåd
Två personer slår på varandra hårdare och hårdare tills någon ger upp och ber om nåd.